# 1143

## أحداث
- روبرت أوف تشستر وهرمان الدلماطي ينتهيان من ترجمة القرآن إلى اللاتينية.
- يتم احتلال مدينة جيجل من قبل النورمان

## مواليد
- أبو البقاء العكبري
- عبد الرحمن بن سعد الله الأزجي عالم مسلم ومحدث بغدادي

## وفيات
- علي بن يوسف
- فولك